# David Mercier (cyclisme)
Pour les articles homonymes, voir David Mercier et Mercier.
David Mercier, né le 12 novembre 1968 à Cognac, est un coureur cycliste français handisport.
Il est médaillé d’or en course en ligne sur route aux Jeux paralympiques d'été de 1996, médaillé de bronze en course en ligne sur route  aux Jeux paralympiques d'été de 2000, médaillé de bronze en vitesse sur piste par équipe aux Jeux paralympiques d'été de 2004 et médaillé d'argent  en course en ligne sur route aux Jeux paralympiques d'été de 2008. Il est aussi sacré champion du monde de course en ligne sur route en 2007.
Il est l'oncle de Lloyd Mondory.